# Sexuell identitet
Bör ej misstas för Könsidentitet.
Sexuell identitet är ett begrepp som beskriver en persons uppfattning av vem som attraherar en själv, både romantiskt och sexuellt.
Sexuell identitet kan också referera till Sexuell läggning, när människor identifierar eller dis-identifierar sig med en sexuell läggning alternativt väljer att inte identifiera sig med sexuell läggning. 

## Definition
Sexuell identitet är kopplat till sexuella känslor som en person uppfattar om en annan, exempelvis förälskelse eller upphetsning. Den sexuella identiteten är sedan definierad av vem eller vad man har dessa känslor för.
En sexuell identitet innefattar både att identifierar sig med en viss sexuell orientering eller inte. Om man inte identifierar sig med en sexuell orientering kallas det asexuell, asexuell innebär att en person inte har sexuella känslor för någon eller något. Olika definierade sexuella orienteringar är exempelvis heterosexuell, homosexuell, bisexuell, pansexuell med flera.
Att definiera sig som asexuell kan i vissa fall bero på svårigheter att identifiera sig med de förutfattade normerna som finns kopplat till en viss sexuell läggning, ofta en sexuell läggning med minoritetsstatus.  Det finns studier som visar att kvinnor identifierat sig som asexuella på grund av osäkerhet kring framtida sexuella läggning.
En persons sexuella identiteten kan ändras över tid eller vara konstant över hela livsspannet. Man kan också definiera sig enligt flera olika sexuella identiteter under livets gång. Det är mer sannolikt att en man ändrar sexuell identitet från ung till äldre jämfört med kvinnor.

## Källhänvisningar
1. ↑  Reiter, Laura (1989-06). ”Sexual orientation, sexual identity, and the question of choice” (på engelska). Clinical Social Work Journal 17 (2):  sid. 138–150. doi:10.1007/bf00756141. ISSN 0091-1674. https://link.springer.com/article/10.1007/BF00756141. Läst 27 november 2018.
2. ↑  ”En introduktion till genusvetenskapliga begrepp, 2016 |  Nationella sekretariatet för genusforskning”. www.genus.se. Arkiverad från originalet den 28 november 2018. https://web.archive.org/web/20181128004318/https://www.genus.se/media/en-introduktion-till-genusvetenskapliga-begrepp-2016/?fbclid=IwAR3-N5nvLSITXS4ggpbio7MvkuFdiZF4_ghb1vjWOJGrQ7h4pAGtHI9Vecc. Läst 27 november 2018.
3. ↑  ”Begreppsordlista - RFSL”. RFSL. Arkiverad från originalet den 12 oktober 2018. https://web.archive.org/web/20181012124957/https://www.rfsl.se/hbtq-fakta/hbtq/begreppsordlista/. Läst 27 november 2018.
4. ↑  Diamond, Lisa M. (2007-6). ”A Dynamical Systems Approach to the Development and Expression of Female Same-Sex Sexuality”. Perspectives on Psychological Science: A Journal of the Association for Psychological Science 2 (2):  sid. 142–161. doi:10.1111/j.1745-6916.2007.00034.x. ISSN 1745-6916. PMID 26151957. https://www.ncbi.nlm.nih.gov/pubmed/26151957. Läst 27 november 2018.
5. ↑  Brooks, Kelly D.; Quina, Kathryn (2009). ”Women's sexual identity patterns: differences among lesbians, bisexuals, and unlabeled women”. Journal of Homosexuality 56 (8):  sid. 1030–1045. doi:10.1080/00918360903275443. ISSN 1540-3602. PMID 19882425. https://www.ncbi.nlm.nih.gov/pubmed/19882425. Läst 27 november 2018.
6. ↑  Rosario, Margaret; Schrimshaw, Eric W.; Hunter, Joyce; Braun, Lisa (2006-2). ”Sexual Identity Development among Gay, Lesbian, and Bisexual Youths: Consistency and Change Over Time”. Journal of sex research 43 (1):  sid. 46–58. doi:10.1080/00224490609552298. ISSN 0022-4499. PMID 16817067. PMC: PMC3215279. https://www.ncbi.nlm.nih.gov/pmc/articles/PMC3215279/. Läst 27 november 2018.